# Limite d'élasticité

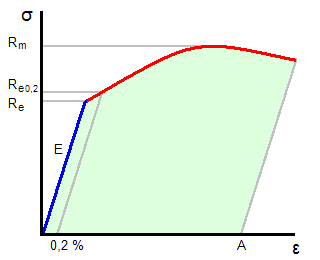
Diagramme contrainte-déformation d'un matériau ductile.
Aux faibles déformations, la pente E de la partie linéaire est le module de Young. R_{e} est la limite dʼélasticité, R_{e0,2} la limite conventionnelle dʼélasticité pour une déformation résiduelle de 0,2 %, et Rm la résistance mécanique, ou contrainte ultime en traction.

La limite d'élasticité est la contrainte à partir de laquelle un matériau arrête de se déformer dʼune manière élastique, réversible et commence donc à se déformer de manière irréversible. Elle se détermine ou se vérifie habituellement à partir d'un essai de traction, qui a pour résultat une courbe de traction (diagramme contrainte-déformation), dont un exemple est donné au graphique ci-contre.
Pour un matériau fragile, c'est la contrainte à laquelle le matériau se rompt, notamment du fait de ses micro-fissures internes. Le critère de Griffith permet alors d'estimer cette contrainte-seuil.
Pour un matériau ductile, c'est la valeur Re de la contrainte à la transition entre zones bleue et rouge sur le graphique ci-contre. La zone bleue correspond au domaine élastique, dans lequel lʼaugmentation de la contrainte donne une déformation réversible à la suppression de cette contrainte (et souvent assez linéaire en fonction de cette contrainte, dont la pente E est le module de Young). Au-delà de la limite d'élasticité, dans la zone rouge, les déformations subies restent permanentes, ce sont des déformations plastiques.
Dans le cas dʼun matériau très ductile, on nʼa pas de transition nette entre domaines élastique et plastique. On définit alors une limite conventionnelle dʼélasticité (ou limite dʼélasticité conventionnelle), en fixant une valeur de déformation plastique résiduelle, souvent 0,2% (on trouve aussi des seuils plus faibles). Dans la figure ci-contre, il sʼagit du symbole Re0,2, souvent dénoté Rp0,2 en raison de la légère plasticité.
Dans le milieu de la technique et par abus de langage, on utilise fréquemment « limite élastique » pour limite d'élasticité, ce qui est impropre car en soi la limite est une quantité ; elle n'est pas élastique.

## Notations
La grandeur est d'importance. Elle peut se noter de différentes façons, suivant le type d'essai mécanique.
- Essai de traction ou de compression :
  - σy en raison du terme anglais yield strength (voir yield (engineering) en anglais) ;
  - fy dans la norme Eurocode 3[1] ;
  - Re ou σLE ;
  - σ0,2 : lorsque la transition élastique-plastique est floue, on utilise la valeur de la contrainte qui laisse 0,2 % de déformation plastique lorsqu'elle est retirée (limite conventionnelle dʼélasticité, voir ci-dessus) ;
  - Rp0,2 : même définition (0,2 % de déformation plastique résiduelle).
- Essai de cisaillement :
  - la lettre grecque σ est remplacée par τ : τy, τLE ;
  - avec les lettres romaines, on utilise Reg (pour « glissement »).

## Liens entre les différentes limites d'élasticité
Pour les métaux, on considère en général pour simplifier que la limite d'élasticité en compression Rec est égale à la limite en traction Re :
Rec ≃ Re.
Ceci est valable pour les aciers doux et mi-durs. Ce n'est pas le cas pour d'autres matériaux comme les bétons ou les fontes, qui ont une très grande résistance à la compression mais une très faible résistance en traction ; cela justifie notamment la technique de béton précontraint. De manière générale, les matériaux non homogènes, non isotropes et surtout fragiles ont des limites différentes.
| Matériau                     | Rec (MPa) | Re (MPa) |
| ---------------------------- | --------- | -------- |
| Béton à 250 kg/m3 de ciment* | 15        | 1,5      |
| Béton à 400 kg/m3 de ciment* | 25        | 5        |
| Fonte EN-GJL 150             | 150       | 20       |

* bétons non contrôlés, après un durcissement de 28 jours.
Notons qu'en résistance des matériaux, la dégradation par déformation plastique en compression est en concurrence avec d'autres phénomènes de dégradation : flambage et matage.
La limite en cisaillement est inférieure à la limite en traction. Pour les métaux, la limite en cisaillement vaut en général entre 0,5 et 0,8 fois la limite en traction :
0,5 × Re ≤ Reg ≤ 0,8 × Re
- Reg = 0,5 × Re pour les aciers doux (Re ≤ 270 MPa) et alliages d'aluminium ;
- Reg = 0,7 × Re pour les aciers mi-durs (320 MPa ≤ Re ≤ 500 MPa) ;
- Reg = 0,8 × Re pour les aciers durs (Re ≥ 600 MPa) et les fontes.

De manière générale, Reg dépend du rapport k0 entre la limite d'élasticité en traction Re et la limite d'élasticité en compression Rec :
{\displaystyle k_{0}={\frac {\mathrm {R_{ec}} }{\mathrm {R_{e}} }}}
{\displaystyle \mathrm {R_{eg}} ={\frac {k_{0}}{1+k_{0}}}\times \mathrm {R_{e}} }
Pour simplifier, et par précaution, on retient souvent le facteur le plus défavorable.
- Dans le cas d'un calcul de résistance on pourra prendre Reg = 0,5 × Re (exemple : calcul de résistance d'un axe cisaillé).
- Dans le cas d'un calcul de rupture on pourra prendre Reg = 0,8 × Re (exemple : calcul d'un effort poinçonnage).

## Unités
D'après l'équation aux dimensions, la limite d'élasticité est homogène à une pression, ou plus précisément à une contrainte (représentation : ML-1T-2).
Dans la littérature moderne, elle s'exprime en pascals (Pa), ou plus généralement en mégapascals (MPa) en raison de son ordre de grandeur. Il y a quelques années, on parlait de l'unité aujourd'hui désuète de kilogramme-force par centimètre carré (kgf/cm2). On rencontre aussi le newton par millimètre carré (N/mm2 ; 1 MPa = 1 N/mm2).

## Ordre de grandeur
| Matière                               | Nuance                     | Re (MPa)      |
| ------------------------------------- | -------------------------- | ------------- |
| Résineux courants                     | C18 à C30                  | 18 à 30       |
| Bois lamellé-collé                    | GL24 à GL32                | 24 à 32       |
| Alliage d'aluminium                   | Série 1000 à série 7000    | 90 à 470      |
| Acier de construction usuel non allié | S235 à S355                | 235 à 355     |
| Acier au carbone trempé               | XC 30 (C30)                | 350 à 400     |
| Acier faiblement allié trempé         | 30 Cr Ni Mo 16 (30 CND 8)  | 700 à 1 450   |
| Alliage de titane                     | TA 6V                      | 1 200         |
| Fibre de verre                        | "E", courant               | 2 500         |
| Fibre de verre                        | "R", haute performance     | 3 200         |
| Fibre de carbone                      | "HM", haut module de Young | 2 500         |
| Fibre de carbone                      | "HR", haute résistance     | 3 200         |
| Composites Fibre/matrice              | Verre ou carbone           | 1 000 à 1 800 |

## Facteurs influençant cette limite

### Matériaux cristallins
La déformation élastique se produit par déformation réversible de la structure du matériau par une modification des distances interatomiques. La déformation plastique se produit par déplacement de dislocations, qui sont des défauts cristallins. L'apparition de ces mouvements, se produisant au seuil de la limite d'élasticité, dépend de plusieurs facteurs dont les principaux sont :
- les forces de cohésion interatomiques : plus les liaisons entre atomes sont importantes, plus il est difficile de les déplacer donc plus la limite d'élasticité est élevée ;
- la structure cristalline : les glissements (les déplacements des dislocations) se font plus facilement sur les plans atomiques ayant une forte densité ; les cristaux ayant le plus de possibilités de glissement sont les cristaux de structure cubique à faces centrées ; de fait, les matériaux les plus ductiles (or, plomb, aluminium, austénite dans les aciers) possèdent ce type de structure ;
- les atomes étrangers bloquent les dislocations (nuage de Cottrell, épinglage) ; les métaux purs sont plus ductiles que les métaux alliés ;
- les dislocations sont bloquées par les joints de grain (grain boundary en anglais) ; plus il y a de joints de grain, donc plus les cristallites sont petits, plus la limite d'élasticité est élevée ;
- les dislocations se bloquent entre elles ; plus le matériau contient de dislocations, plus la limite d'élasticité est élevée (écrouissage) ;
- les atomes peuvent se réorganiser sous l'effet de l'agitation thermique (restauration et recristallisation dynamiques, montées de dislocations), la vitesse de déformation intervient donc ;
- dans le cas des produits laminé ou extrudés, on a une texture (cristallographie) et un allongement des grains dans une direction donnée, donc une anisotropie de la limite d'élasticité (la taille des cristallites et l'orientation des plans cristallographiques denses ne sont pas les mêmes selon la direction considérée) ; on parle de « fibre » (au sens figuré), la résistance est plus importante dans la direction de laminage ou d'extrusion que dans les directions transverses.

### Polymères

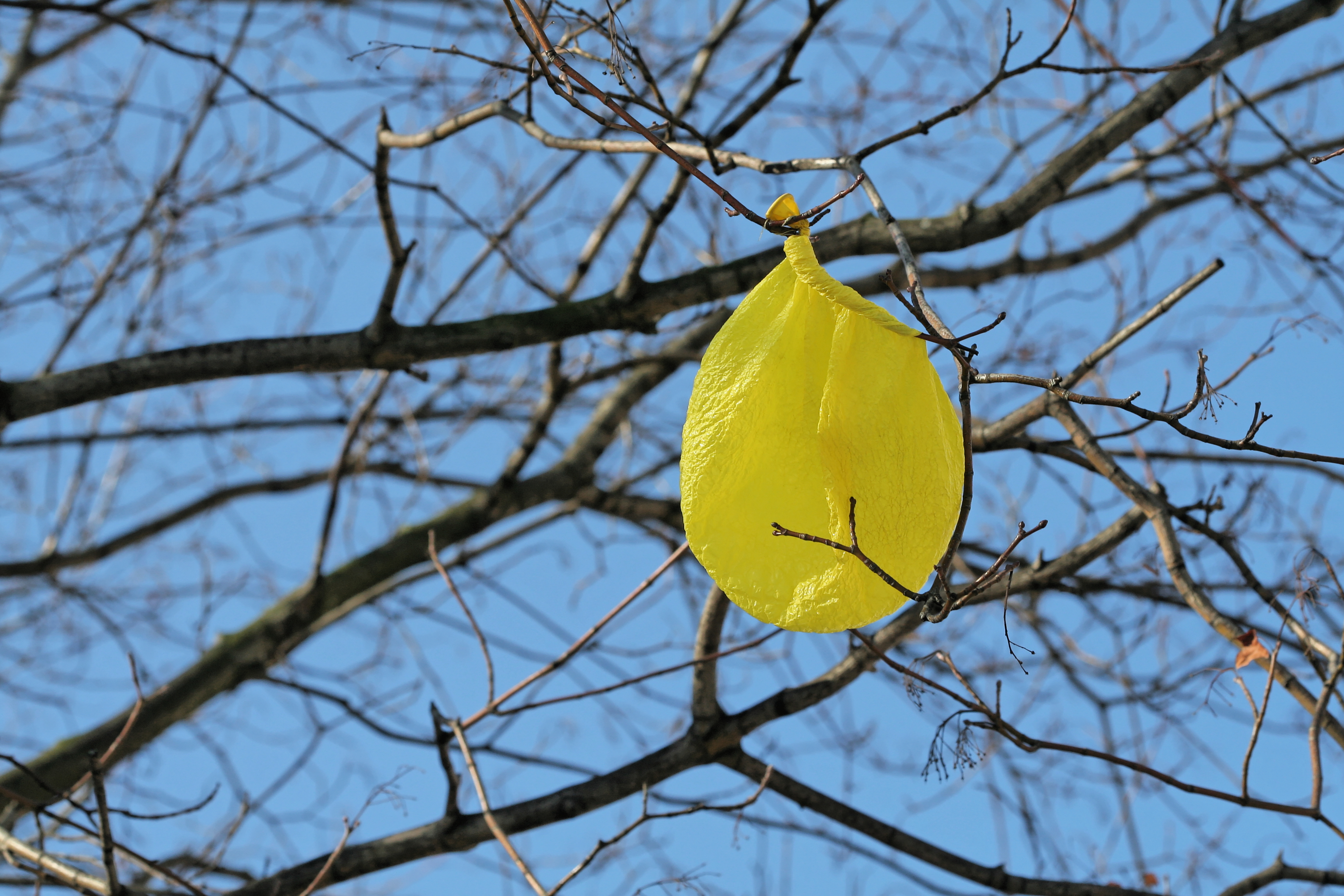
Le gonflement de ce ballon de baudruche a dépassé sa limite d'élasticité, l'empêchant de retrouver sa forme initiale après dégonflement.

La notion de limite d'élasticité est contestée dans le cas des polymères. En effet, lorsque l'on fait des essais à vitesse de déformation très lente, ou plus précisément à taux de cisaillement {\displaystyle {\dot {\gamma }}} très faible (de l'ordre de 10−6 s−1), on ne constate pas de limite d'élasticité. La limite d'élasticité, qui correspondrait à une viscosité dynamique infinie, serait donc une limite apparente, une extrapolation de la courbe aux très faibles déformations. Ceci remet donc en cause le modèle de Bingham. On peut toutefois envisager une limite d'élasticité dans les polymères possédant de nombreux pontages empêchant les chaînes de glisser les unes par rapport aux autres.
Quoi qu'il en soit, la notion de limite d'élasticité pour les polymères est très utilisée dans des domaines comme la mécanique, dans lesquels on considère souvent des vitesses de déformation importantes (supérieures à 10−2 s−1) et des températures inférieures à la température de transition vitreuse (lorsqu'elle existe).
La résistance d'une chaîne polymère unique dépend des liaisons entre les atomes (en général des liaisons carbone-carbone), mais les différentes chaînes composant la matière peuvent glisser entre elles (fluage), donc la résistance globale dépend :
- de la longueur moyennes des chaînes degré de polymérisation, voir par exemple la différence entre les polyéthylènes (PE-dbl, PE-hd PE-UHMW) ;
- de l'orientation des chaînes : si les chaînes sont alignées, la résistance est plus grande dans le « sens des fibres » (ceci est évident pour le bois) ;
- des ramifications qui peuvent s'imbriquer (différence entre le PE-bd, très ramifié, et le PE-hd, peu ramifié) ;
- des liaisons entre les chaînes : liaisons de Van der Waals, liaisons hydrogène, pontages et réticulation (voir par exemple le polyéthylène réticulé, la vulcanisation ou le Kevlar) ;
- du taux de cristallisation, qui lui-même dépend de la ramification et des liaisons entre chaînes ;
- du type de sollicitation : une pression isostatique négative vient comprimer les chaînes et réduire leur volume libre, et donc gêne le glissement des chaînes les unes par rapport aux autres ; à l'inverse, une pression isostatique positive augmente le volume libre et donc facilite le glissement des chaînes ; cela explique que la limite d'élasticité en compression soit supérieure à la limite d'élasticité en traction.

Ces facteurs dépendent entre autres de la température, donc la limite d'élasticité dépend elle aussi de la température.

## Utilisation de cette grandeur
La limite d'élasticité est essentiellement utilisée dans deux contextes.

### Fabrication
Pour la fabrication de pièces par déformation (laminage, extrusion, pliage, cintrage, …), il faut dépasser la limite d'élasticité. La connaissance de la limite d'élasticité permet de savoir quel effort il faut fournir, donc de dimensionner l'outillage ;

### Résistance des matériaux
Une pièce est fabriquée avec des dimensions précises (tolérances) ; une déformation plastique en service modifierait la forme de la pièce et la rendrait donc inopérante. Il faut donc s'assurer qu'en service, la limite d'élasticité n'est jamais atteinte.
Pour être sûr de rester dans le domaine élastique, on diminue la valeur à ne pas dépasser : on utilise la résistance pratique à l'extension (traction/compression), Rpe, ou la résistance pratique au glissement (cisaillement), Rpg, définies comme la limite d'élasticité divisée par un coefficient de sécurité s :
- {\displaystyle \mathrm {R_{pe}} ={\frac {\mathrm {R_{e}} }{s}}} ;
- {\displaystyle \mathrm {R_{pg}} ={\frac {\mathrm {R_{eg}} }{s}}}.

En cas de sollicitations répétées, on doit augmenter la valeur de ce coefficient de sécurité s en raison du phénomène de fatigue.